# Elevador da Bica
Az Elevador da Bica Lisszabon három siklóvasútja (a másik kettőː Elevador do Lavra és Elevador da Glória) közül a legfiatalabb. A pálya a Largo do Calharizt köti össze a Rua de São Paulóval. Az alsó állomás a Rua de São Paulo 234. számú épületben van. A pályát 1892-ben nyitották meg, tervezője Raul Mesnier de Ponsard portói mérnök volt. Először víz-ellensúlyos rendszer, majd gőzgép működtette, 1924-ben pedig villamosították. A kocsik kevesebb mint öt perc alatt teszik meg a 283 méteres utat a meredek domboldalon, és 15 percenként indulnak. Egyenként 23 utast szállíthatnak.